# Tobias Wolff (Intendant)
Tobias Wolff (* 8. Juli 1975 in Koblenz) ist ein deutscher Kulturmanager. Seit dem 1. August 2022 ist er Intendant und Erster Betriebsleiter der Oper Leipzig.

## Ausbildung und Karriere
Nach dem Abitur 1995 am Lise Meitner-Gymnasium in Grenzach-Wyhlen (Baden-Württemberg) studierte Tobias Wolff Musikwissenschaft am Trinity College (Cambridge) (GB) und schloss 1998 mit dem Bachelor of Arts ab. Bis 2002 folgte ein Viola-Studium in Essen und Düsseldorf. 2010/2011 absolvierte er berufsbegleitend ein einjähriges Aufbaustudium zum Master of Business Administration an der Leipzig Graduate School of Management.
Ab 2002 war Wolff als freier Musikjournalist und Kulturmanager in Leipzig tätig. 2006 ging er als Chefdramaturg und Leiter des Marketings zu Theater & Philharmonie Thüringen nach Altenburg/Gera. Im September 2010 übernahm Wolff kommissarisch die Position des Verwaltungsdirektors und wurde persönlicher Referent des Generalintendanten.
Von 2011 bis 2021 war Tobias Wolff Intendant der Internationalen Händel-Festspiele Göttingen. Die Verleihung der renommierten Helpmann Awards 2015 und 2016 sowie eine Förderung der Europäischen Union für das Stipendienprogramm eeemerging unterstrichen die Bedeutung seiner Arbeit. In Wolffs Amtszeit fiel die Planung der 100. Internationalen Händel-Festspiele mit der Präsentation aller 42 bekannten Händel-Opern in verschiedenen Aufführungsformaten. Diese konnten auf Grund der Corona-Pandemie nicht in der geplanten Weise stattfinden.
Beginnend mit der Spielzeit 2022/2023 ist Tobias Wolff Intendant und Erster Betriebsleiter der Oper Leipzig. Sein Vertrag läuft nach einer Amtszeit im Juli 2027 aus und wird nicht verlängert.

## Auszeichnungen und Ehrenämter
Tobias Wolff ist Mitglied der Studienstiftung des Deutschen Volkes, Preisträger des Kritikerpreises der Leipziger Sparkasse „Zweidimensionale. competition für bildkunst-, musik- und kunstkritik 2004“ und des Internationalen Verhandlungswettbewerbs „Warsaw Negotiation Round 2010“ (Warschau, Polen).
Im Zuge der Corona-Krise führte Wolff 2020 über 100 deutsche Klassik-Festivals im Interessenverband Forum Musik Festivals zusammen.